# Blissestraße
La stazione di Blissestraße è una stazione della metropolitana di Berlino, sulla linea U7.

## Storia
La stazione di Blissestraße fu progettata come parte del prolungamento della linea 7 dall'allora capolinea di Möckernbrücke a Fehrbelliner Platz; tale tratta venne aperta all'esercizio il 29 gennaio 1971.